# جبر شرقی (روستا)
 جبر شرقی  به عربی ( الجَبر الشَرقی  )، روستایی است در دهستان المَفَتاح از توابع استان اَبیَن در کشور یمن در شبه جزیره عربستان. 

## جمعیت
جمعیت آن (۱۲۰) نفر (۱۱ خانوار) می‌باشد.